# Portal de Archivos Europeos Red de Excelencia

## Introducción
El Portal de Archivos Europeos Red de Excelencia - APEX - es la continuación del proyecto APEnet, en el que las instituciones archivísticas nacionales de 14 países europeos han construido - en colaboración con Europeana - el Portal Europeo de Archivos, la primera versión de un portal de Internet para documentos y archivos en Europa y un agregador de información a Europeana. De modo más específico, APEX incluirá más instituciones europeas y ayudará a estas instituciones en la agregación a nivel nacional.
APEX trabajará activamente con el portal Europeana en la interoperabilidad de los formatos de metadatos y la gestión de los derechos del material de archivo. Todo ello permitirá alcanzar el objetivo principal de albergar la mayor cantidad de contenido de archivos posible de las instituciones europeas dentro del Portal Europeo de Archivos y canalizar el material de archivo digitalizado hacia el portal Europeana.
APEX tiene como objetivo la ampliación, profundización, mejora y mantenimiento de esta iniciativa, aumentando de esta manera la calidad y cantidad de la entrega de contenido a los archivos digitales de Europeana. Este objetivo incluye acciones en diversos ámbitos:
- Ampliación de la red de las instituciones de archivo aportadoras en Europa
- Mejoras sustanciales en la interoperabilidad con Europeana
- Estabilización del Portal Europeo de Archivos, la infraestructura del portal y su alojamiento, y mejora de su capacidad de rendimiento, disponibilidad de más normas y directrices, así como los herramientas y la asistencia a los proveedores de contenido para ayudarles a aumentar su aportación
- Programas de difusión y capacitación para impulsar la agregación a nivel nacional y dar a conocer el contenido de los archivos en Europa
- Innovación en la usabilidad y la funcionalidad Web 2.0 para modernizar la entrega de contenido
- La sostenibilidad de este esfuerzo

## Grupos de trabajo

### Grupo de trabajo 1
Gestión del Proyecto.
El funcionamiento de proyecto APEx puede ser una tarea compleja debida a la dispersión geográfica y organizacional de los recursos. Mantener un control de la información de gestión del proyecto es crucial para obtener un resultado integrado. El objetivo de este grupo de trabajo es realizar la gestión general del proyecto, supervisar la planificación, la gestión de los cambios, el control de calidad, la gestión de riesgos u las tareas financieras y administrativas relacionadas con las actividades del proyecto.

### Grupo de trabajo 2
Interoperabilidad con Europeana.
Tiene incidencia especial en los derechos de reproducción y en la propiedad de los objetos digitales que se van a publicar en el portal Europeana. Esto implica además una coordinación entre los estándares de descripción de los archivos y el que emplea Europeana.

### Grupo de trabajo 3
Desarrollo de la infraestructura y alojamiento.
El objeto de este grupo de trabajo es la puesta en marcha de un portal de los Archivos Europeos donde sea posible acceder a los documentos de los archivos de toda Europa.

### Grupo de trabajo 4
Estándares y normas.
La interoperabilidad y la comunicación entre los archivos solo es posible con un fuerte cuerpo normativo que posibilite compartir la documentación siguiendo formatos establecidos por consenso entre los técnicos y empleando las tecnologías más avanzadas. El proyecto trabaja en el desarrollo de perfiles específicos de los estándares de descripción de archivos: EAD, EAC-CPF, EAG y METs.

### Grupo de trabajo 5
Herramientas y soporte.
La publicación en el portal APEx de contenidos de los archivos nacionales requiere de la implementación de una serie de herramientas que faciliten la tarea a los responsables de hacerlo. También es necesario ofrecer el soporte adecuado para resolver las dudas que se presentan al realizar esta publicación.

### Grupo de trabajo 6
Usabilidad y Web 2.0
El diseño de las herramientas ha de seguir los estándares de uso más comunes en las interfaces gráficas de usuario, así como ofrecer acceso a la Web2.0 donde APEx interactúa con los usuarios.

### Grupo de trabajo 7
Difusión y formación.
La información que proporcionan los actuales miembros del proyecto es tan solo una parte del conocimiento europeo. Por eso es necesario incorporar cuantos archivos públicos (locales y regionales) y privados (familiares, de fundaciones, de corporaciones, etc) sea posible. Para ello se debe de ofrecer la formación adecuada en uso de las herramientas y de los estándares que permitan el acceso de todo tipo de archivos al proyecto.

### Grupo de trabajo 8
Sostenibilidad del proyecto.
El proyecto finaliza, según la previsión inicial, en marzo de 2015. El ánimo de los miembros de APEx es hacer del portal un concentrador de información permanente donde los usuarios accedan a información relevante y categorizada sobre la historia común europea y sea el punto de encuentro de los técnicos para el conocimiento y desarrollo de la ciencia archivistica en Europa

## Participantes

### Coordinador
1.National Archives of the Netherlands - Nationaal Archief. NANETH (NETHERLANDS) 

### Participantes
2.Austrian State Archives - Österreichisches Staatsarchiv. OSTA (AUSTRIA)
3.National Archives of Belgium - Algemeen Rijksarchief en Rijksarchief in de Provinciën – Archives générales du Royaume et Archives de l'État dans les Provinces. ARA (BELGIUM)
4.Archives State Agency Republic of Bulgaria - x. ASA (BULGARIA)
5.Croatian State Archives - Hrvatski dravni arhiv. CSA (CROATIA)
6.National Archives of Estonia - Rahvusarhiiv. NAE (ESTONIA)
7.National Archives of Finland - Kansallisarkisto. KA (FINLAND) Archivado el 26 de abril de 2016 en Wayback Machine.
8.General directorate for cultural heritage - Interdepartmental Service of French Archives - Direction générale des Patrimoines - Service Interministériel des Archives de France. SIAF (FRANCE)
9.Federal Archives of Germany - Bundesarchiv. BA (GERMANY)
10.General State Archives of Greece - Γενικ αρχεα του κρτους. GSA (GREECE)
11.National Archives of Hungary - Magyar Országos Levéltár. NAH (HUNGARY) Archivado el 30 de diciembre de 2013 en Wayback Machine.
12.National Archives of Ireland - An Chartlann Náisiúnta. NAI (IRELAND)
13.Direzione generale per gli archivi. DGA (ITALY)
14.National Archives of Latvia - Latvijas Nacionlais arhvs. DGSAL (LATVIA)
15.National Archives of Liechtenstein - Liechtensteinisches Landesarchiv. LA (LIECHTENSTEIN)
16.Archivist of Lithuania - Lietuvos vyriausiojo archyvaro tarnyba. LVAT (LITHUANIA) Archivado el 11 de agosto de 2020 en Wayback Machine.
17.National Archives of Luxemburg - Archives Nationales de Luxembourg. ANLUX (LUXEMBURGO)
18.National Archives of Malta - L-Arkivji Nazzjonali. NAM (MALTA)
19.National Archival Services of Norway - Arkivverket. NRA (NORWAY)
20.Head Office of Polish State Archives - Naczelna Dyrekcja Archiwow Panstwowych. NDAP (POLAND)
21.Direcção-Geral de Arquivos. DGARQ (PORTUGAL)
22.Ministry of Interior of the Slovak Republic - Odbor archívov – Ministerstvo vnútra Slovenskej republiky. OAMVSR (SLOVAKIA)
23.Archives of the Republic of Slovenia - Arhiv Republike Slovenije. ARS (SLOVENIA)
24.Ministerio de Cultura. MCU (SPAIN)
25.National Archives of Sweden - Riksarkivet. RA (SWEDEN)
26.International Centre for Archival Research. ICARUS (AUSTRIA)

### Transeuropeos
27.Danish National Archives – Rigsarkivet Danmark. RAD (DENMARK)
28.National Archives of Iceland - Þjóðskjalasafn Íslands. NAIS (ICELAND)

## Enlaces
- Web del Portal de Archivos Europeos, Red de Excelencia
- Web del Proyecto

- Datos: Q16621067